# Online veiling

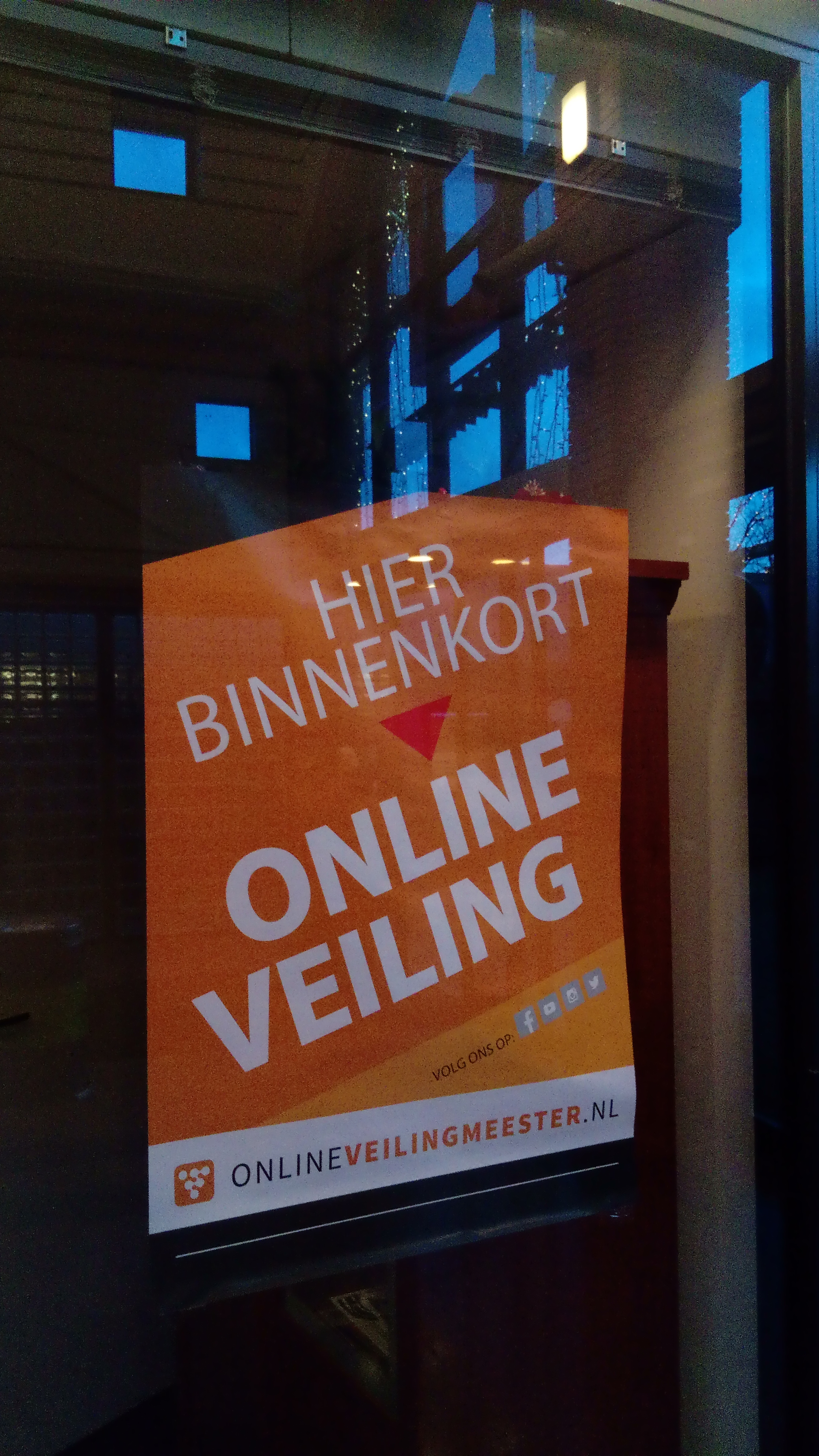
Hier binnenkort Online Veiling poster, Tamboerpassage Hoogeveen (2020)

Online veiling is de verzamelnaam voor alle manieren om goederen en diensten te veilen via internet. Particulieren en/of ondernemers kunnen, bijvoorbeeld via websites, goederen of artikelen te koop aanbieden of aanschaffen.

## Geschiedenis
Een misvatting is dat het veilen via internet pas is ontstaan sinds de introductie van het World Wide Web (www). Al voor de introductie van de allereerste webbrowser (de Mosaic in 1993) bestond al het veilen via internet. Dat gebeurde via tekstgebaseerde nieuwsgroepen en discussielijsten die gebruik maakten van e-mail.
In 1995 ontstonden de eerste online veilingen die gebaseerd waren op de technologie van het World Wide Web. Onsale en eBay zijn voorbeelden die toen ontstonden.
Veilingsites zijn met name in het begin van de eenentwintigste eeuw sterk in opkomst; er zijn inmiddels mensen die beroepsmatig op deze wijze hun goederen verhandelen.
eBay is het grote voorbeeld van een online veiling. In 2002 werden er via eBay 632 miljoen objecten aangeboden. 
In Nederland is BVA Auctions het bekende voorbeeld. In 2018 fuseerde dit veilinghuis met Troostwijk Auctions om zo het grootste online veilinghuis van Europa te vormen.   
Ook steeds populairder worden de online veilingen voor vakanties en reizen. De online veiling is een goed alternatief om overtollige ruimte op te vullen. Naast veilingplatformen zijn er ook online veilingsoftware en veilingplugins, waarmee website-eigenaren producten en diensten op hun eigen website kunnen veilen. Het voordeel van online plugins is dat de aanbieder van veilingen geen commissie hoeft te betalen.

## Type veilingen
Er zijn verschillende soorten veilingwebsites met elk hun eigen manier van veilen.

### Veiling bij opbod
Dit is het meest voorkomende type veiling. Hierbij bepaalt de verkoper een startprijs. De vragers bieden vervolgens een hogere prijs. Bij online veilingen bij opbod is er vaak vooraf een duur ingesteld voor de veiling. Dit kan variëren van enkele minuten tot enkele dagen, afhankelijk van het product. Hoelang de veiling nog duurt is voor iedere deelnemer zichtbaar. Er wordt dan ook vaak in de laatste seconden nog geboden zodat anderen het bod niet meer kunnen overbieden. Dit wordt ook wel sniping genoemd.
Soms wordt voor het bieden in de laatste seconden een auction sniper gebruikt (speciale software of een speciale externe online service, waarbij het uitgebrachte bod al of niet van het laatste bod afhangt).Om sniping te verminderen wordt op sommige veilingsites de veiling automatisch verlengd na het laatste bod.
Een voorbeeld van een veiling bij opbod zijn eBay en Catawiki.

### Veiling bij afslag
Bij een veiling bij afslag bepaalt de verkoper een (te hoge) startprijs en laat deze steeds zakken totdat iemand akkoord gaat. Er zijn enkele online veilingen die op deze manier werken. Ook zijn er websites waar het laagste unieke bod de veiling wint.

### Centveiling
Centveilingen werken heel anders dan veilingen bij opbod of afslag. Deelnemers moeten eerst een account aanmaken op de betreffende website en credits kopen om mee te kunnen bieden. Elk bod dat uitgebracht wordt, kost een credit. Met elk bod gaat de prijs van de veiling met 1 cent omhoog. Deelnemers betalen dus per bod en de winnaar betaalt uiteindelijk het hoogste bod.
Centveilingen bestaan al lang, alleen de levensduur van dit type veiling is doorgaans niet lang. Veel varianten worden gezien als kansspel, waardoor ze niet legaal zijn zonder vergunning. Daarnaast is er veel andere kritiek op centveilingen. Ze zouden niet betrouwbaar zijn omdat  de websites gebruikmaken van software waardoor ze zelf meebieden op de producten om de prijs op te voeren en producten vaak niet geleverd worden.